# Brasema juglandis
Brasema juglandis is een vliesvleugelig insect uit de familie Eupelmidae. De wetenschappelijke naam is voor het eerst geldig gepubliceerd in 1894 door Ashmead.